# Claire Castillon
Claire Castillon (n. 25 mai 1975, Boulogne-Billancourt, Franța) este o scriitoare franceză.

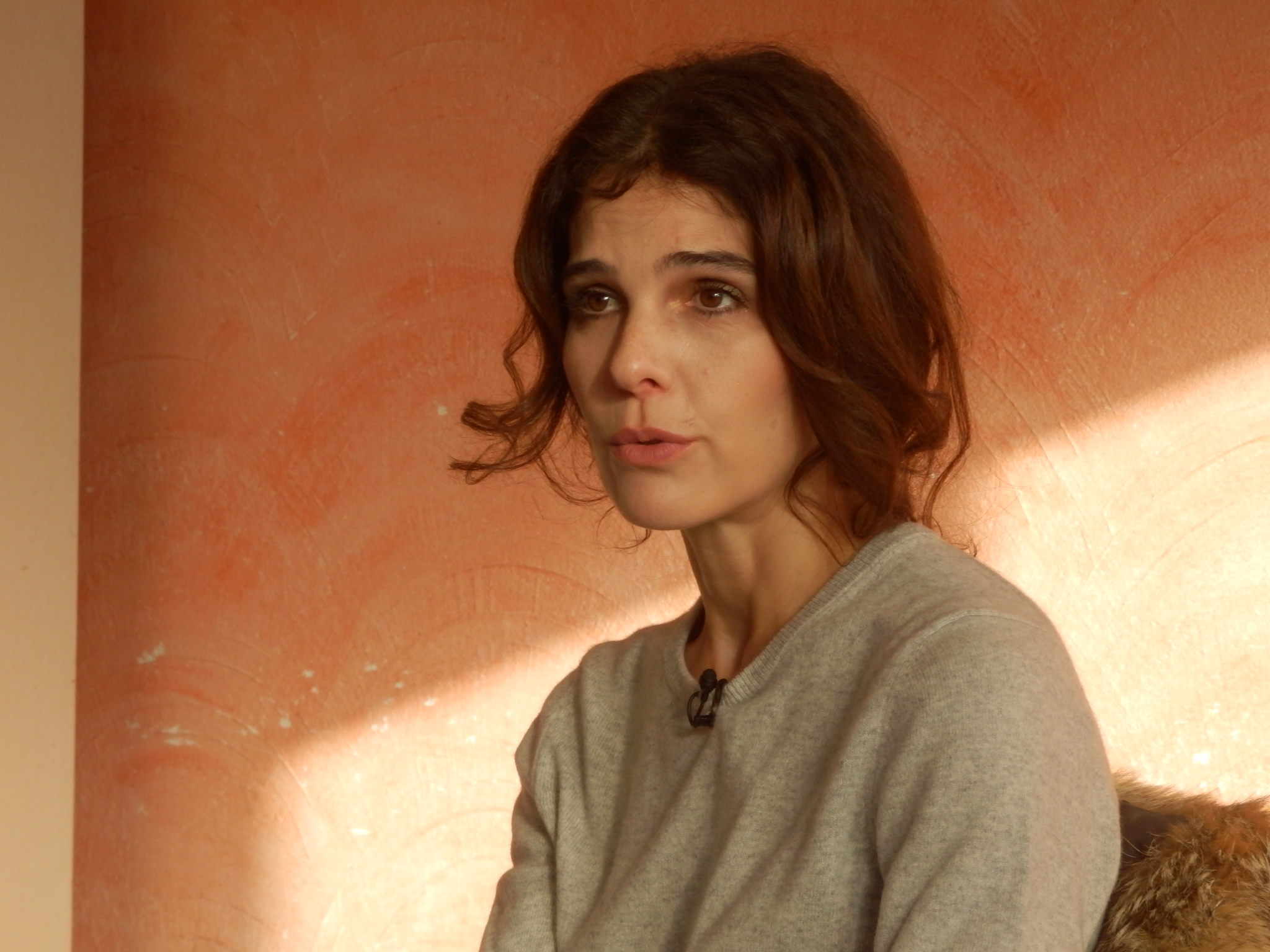
Claire Castillon, 2018.

Locuiește la Paris și într-un loc ținut secret, pe care ea îl numește „la țară” ("La campagne" - aproape de Marsilia), unde se retrage deseori pentru a-și scrie cărțile. A debutat în anul 2000, cu romanul Le Grenier (Podul). Cunoscută și pentru relația sa cu jurnalistul și prezentatorul tv. Patrick Poivre d'Arvor⁠(en)[traduceți].

## Opera
Romane și povestiri:
- Le Grenier, novel, Anne Carrière, 2000. ISBN 9782253153658, premiat cu Prix Contrepoint
- Je prends racine, novel, Anne Carrière, 2001. ISBN 9782253154488
- La Reine Claude, novel, Stock, 2002. ISBN 9782234068766
- Pourquoi tu m'aimes pas ?, novel, Fayard, 2003. ISBN 9782213641232
- Vous parler d'elle, novel, Fayard, 2004. ISBN 9782213641249
- Insecte, short stories, Fayard, 2006. ISBN 9782213641218 (ediție românească 2008; tradus în anul apariției în 12 limbi)
- On n'empêche pas un petit cœur d'aimer, short stories, Fayard, 2007. ISBN 9782253122586
- Dessous, c'est l'enfer, novel, Fayard, 2008. ISBN 9782213641423

- Les Cris, novel, Fayard, 2010. ISBN 9782253157076
- Les Bulles, short stories, Fayard, 2010. ISBN 9782213660561
- Les Merveilles, novel, Grasset, 2012. ISBN 9782246785866
- Eux, novel, L’Olivier, 2014. ISBN 9782823603675

48h au Lutetia - Le sommeil (Expérience de litté-réalité ) - volum colectiv
Piese de teatru:
- La poupee qui tousse

## Apariții TV
- Café littéraire (2008)
- On a tout essayé (2007)
- Tout le monde en parle (2000 - 2004)
- Le grand journal de Canal+ (2004)
- 20h10 pétantes (2004)

## Colaborări
- Co-scenaristă, alături de Marion Vernoux, pentru "Je prends racine"